# Ithyphallic
Ithyphallic ist das fünfte Studioalbum der US-amerikanischen Death-Metal-Band Nile. Es wurde vom Februar bis zum April 2007 aufgenommen und am 17. Juli desselben Jahres veröffentlicht. Das Cover zeigt eine Statue des ägyptischen Gottes Min, die von Sklaven aufgerichtet wird. Der Titel bezieht sich auf den ägyptischen Gott Bes, der normalerweise mit einem Phallus dargestellt wird.

## Entstehung
Das Album wurde in den Sound Lab Studios in South Carolina aufgenommen.

## Stil und Inhalt
Das Album ist seit dem Debütalbum der Band, Amongst the Catacombs of Nephren-Ka, das erste, das keine Anmerkungen zu den Texten (engl. „Liner Notes“) enthält.
Es enthält viele Tempowechsel und klingt, wie für die Band typisch, „ägyptisch“. Das Schlagzeug ist sehr schnell und laut Blabbermouth mit „unmenschlicher Geschicklichkeit“ gespielt. Der Gesang ist zwar, wie im Death Metal üblich, guttural, aber trotzdem „verständlicher als der vieler anderer Bands“.

## Rezeption
Laut Chad Bowar von der Website about.com folgt das Album mit seinen „großartigen Musikern und guten Liedern“ den Vorgängeralben.
Scott Alisoglu  findet, Nile „weiß nicht, wie man ein schlechtes Album macht und Ithyphallic ist ein weiteres Beispiel dafür“.
Jackie Smit, der für das Album 8,5 von 10 Punkten vergibt, sieht im Album zwar nichts Neues, hält Ithyphallic aber für ein „solides Stück Arbeit“.
Auf der anderen Seite vergibt Tyler Munro für das Album die Bewertung „arm“. Er findet, dass „nicht einmal ein Haufen schlechter Penis-Witze“ Ithyphallic interessant mache, womit er auf den Titel des Albums anspielt.

## Historische und fiktionale Verweise
As He Creates So He Destroys, Eat of the Dead, The Essential Salts, The Language of the Shadows und What Can Be Safely Written sind Anspielungen auf das Buch Necronomicon: The Wanderings of Alhazred des kanadischen Okkultisten Donald Tyson, das wiederum an H. P. Lovecrafts fiktives Necronomicon angelehnt ist.
Der Titel Ithyphallic bedeutet „eine Erektion haben“ und ist eine Anspielung auf die Darstellungsweise der ägyptischen Fruchtbarkeitsgötter.
Laying Fire Upon Apep ist ein Verweis auf eine der Methoden, die Ra, wie im Buch des Apophis beschrieben, verwendet, um Apep zu besiegen.
Papyrus Containing the Spell to Preserve Its Possessor Against Attacks From He Who Is in the Water bezieht sich auf einen Zauberspruch aus dem Ägyptischen Totenbuch.
The Essential Salts ist sowohl ein Verweis auf das Speisesalz, das verwendet wurde, um Pharaonen zu mumifizieren, als auch auf die Geschichte Der Fall Charles Dexter Ward von H. P. Lovecraft.

## Titelliste
1. What Can Be Safely Written – 8:15
2. As He Creates, So He Destroys – 4:36
3. Ithyphallic – 4:40
4. Papyrus Containing the Spell to Preserve Its Possessor Against Attacks from He Who Is in the Water – 2:56
5. Eat of the Dead – 6:29
6. Laying Fire Upon Apep – 3:25
7. The Essential Salts – 3:51
8. The Infinity of Stone – 2:04
9. The Language of the Shadows – 3:30
10. Even the Gods Must Die – 10:01

### Bonus
1. As He Creates So He Destroys (Instrumental; Digipak-Bonustrack) – 4:50
2. Papyrus Containing the Spell to Preserve Its Possessor Against Attacks From He Who Is in the Water (Instrumental; Digipak-Bonustrack) – 2:56

## Single-Auskopplungen
Papyrus Containing the Spell to Preserve Its Possessor Against Attacks from He Who Is in the Water ist Niles erste Single. Sie enthält das Titellied als Original- und Instrumentalversion, außerdem das Stück As He Creates So He Destroys.
Seite 1
1. Papyrus Containing the Spell to Preserve Its Possessor Against Attacks from He Who Is in the Water

Seite 2
1. As He Creates So He Destroys
2. Papyrus Containing the Spell to Preserve Its Possessor Against Attacks from He Who Is in the Water (Instrumental)